# Państwowa Komisja Badania Wypadków Kolejowych
Państwowa Komisja Badania Wypadków Kolejowych – powołana przy ministrze właściwym ds. wewnętrznych, stała i niezależna instytucja, której zadaniem jest badanie poważnych wypadków, wypadków i incydentów związanych z ruchem pojazdów kolejowych.

## Skład komisji
Komisja składa się z 4 członków stałych, w tym z przewodniczącego, wiceprzewodniczącego i sekretarza. W skład komisji mogą także wchodzić członkowie doraźni wyznaczani przez przewodniczącego komisji z listy osób ustalanej przez ministra właściwego do spraw transportu.
Przewodniczącego komisji powołuje minister właściwy do spraw transportu. Wiceprzewodniczącego i sekretarza komisji powołuje minister właściwy do spraw transportu na wniosek przewodniczącego komisji. Członka komisji powołuje minister właściwy do spraw transportu po zasięgnięciu opinii przewodniczącego komisji.
Członkiem komisji może zostać osoba, która:
- jest obywatelem polskim i korzysta z pełni praw publicznych
- posiada pełną zdolność do czynności prawnych
- nie była karana za przestępstwo popełnione umyślnie
- spełnia wymagania w zakresie wykształcenia.

W skład komisji mogą wchodzić specjaliści z zakresu:
- prowadzenia ruchu kolejowego
- projektowania, budowy i utrzymania linii kolejowych, węzłów i stacji kolejowych
- urządzeń zabezpieczenia i sterowania ruchem kolejowym i łączności
- pojazdów kolejowych
- elektroenergetyki kolejowej
- przewozu koleją towarów niebezpiecznych.

Za specjalistów z danego zakresu uważa się osoby posiadające wykształcenie wyższe, odpowiednie uprawnienia oraz co najmniej pięcioletnią praktykę w danej dziedzinie.
Członkostwo w komisji wygasa z chwilą śmierci, niespełniania wymagań określonych dla osób mogących zostać członkiem komisji lub przyjęcia rezygnacji złożonej ministrowi właściwemu do spraw transportu. Minister właściwy do spraw transportu może, na wniosek uchwalony bezwzględną większością głosów przez komisję, odwołać członka komisji.
W skład komisji badającej poważny wypadek, wypadek lub incydent nie mogą wchodzić członkowie doraźni zatrudnieni w jednostkach organizacyjnych, których infrastruktura kolejowa, pracownicy lub pojazdy kolejowe uczestniczyli w badanym przez komisję zdarzeniu.
W pracach Komisji uczestniczą, w miarę potrzeb, eksperci, a także pracownicy obsługi.

### Aktualni członkowie Komisji
Członkami stałymi Komisji są (stan na dzień 1 stycznia 2024):
- Przewodniczący – Tadeusz Ryś
- Zastępca Przewodniczącego – Rafał Leśniowski
- Zastępca Przewodniczącego – Karol Trzoński
- Sekretarz – Henryk Zgrzebnicki
- Członek stały – wakat

## Zadania i organizacja pracy Komisji
Obsługę komisji sprawują odpowiednie komórki organizacyjne urzędu obsługującego ministra właściwego do spraw transportu.
Komisja działa na podstawie regulaminu oraz schematu organizacyjnego określonego przez ministra właściwego do spraw transportu.
Komisja prowadzi postępowanie po każdym poważnym wypadku na sieci kolejowej, z wyłączeniem przypadków najechania pojazdu kolejowego na osoby podczas przechodzenia przez tory. Komisja może prowadzić postępowanie w odniesieniu do wypadku lub incydentu, które w nieznacznie różniących się warunkach byłyby poważnymi wypadkami powodującymi zaprzestanie funkcjonowania podsystemów strukturalnych lub składników interoperacyjności transeuropejskiego systemu kolei dużych prędkości i transeuropejskiego systemu kolei konwencjonalnej.
W przypadku podjęcia postępowania, o którym mowa powyżej, komisja w możliwie najkrótszym czasie przystępuje do:
- badania stanu istniejącego infrastruktury kolejowej, w tym urządzeń sterowania ruchem kolejowym i sygnalizacji oraz pojazdów kolejowych,
- zabezpieczenia dokumentacji mającej związek z poważnym wypadkiem, wypadkiem lub incydentem,
- zabezpieczenia danych zarejestrowanych przez urządzenia rejestrujące w celu poddania ich badaniom lub analizom,
- przesłuchania personelu pociągu i innych pracowników kolei uczestniczących w poważnym wypadku, wypadku lub incydencie oraz innych świadków. Komisja może również odstąpić od przesłuchiwania świadków i oprzeć się na wynikach przesłuchań przeprowadzonych przez inne uprawnione organy lub instytucje.

Komisja ma prawo:
- dostępu do protokołów oględzin i otwarcia zwłok ofiar śmiertelnych poważnych wypadków,
- dostępu do wszystkich informacji mających znaczenie w postępowaniu, w tym posiadanych przez zarządcę, przewoźnika kolejowego i Urząd Transportu Kolejowego,
- żądania od związanych z poważnym wypadkiem, wypadkiem lub incydentem jednostek organizacyjnych pomocy w prowadzeniu postępowania oraz dostarczenia potrzebnych materiałów i ekspertyz.

Komisja powinna po przeprowadzeniu niezbędnych badań i czynności w możliwie najkrótszym czasie umożliwić zarządcy udostępnienie infrastruktury kolejowej dla ruchu kolejowego.
W razie konieczności komisja może zwrócić się do podmiotów prowadzących postępowanie w sprawie poważnych wypadków, wypadków lub incydentów w innych państwach członkowskich Unii Europejskiej o przeprowadzenie ekspertyz, badań technicznych, analiz i ocen.
Komisja prowadzi postępowanie w sposób pozwalający na wysłuchanie uczestników, świadków i innych zainteresowanych oraz umożliwia im dostęp do wyników postępowania. O prowadzonym postępowaniu i jego postępach Komisja informuje właściwego zarządcę i przewoźnika kolejowego, Prezesa UTK, organ prowadzący postępowanie przygotowawcze, poszkodowanych, osoby bliskie ofiarom śmiertelnym, właścicieli zniszczonego mienia, producentów, służby ratunkowe oraz innych zainteresowanych, w miarę możliwości, umożliwiając im przedkładanie opinii w sprawie postępowania i wnoszenie uwag do projektów raportów.
Komisja sporządza raport z postępowania zawierający zalecenia w zakresie poprawy bezpieczeństwa oraz zapobiegania poważnym wypadkom, wypadkom lub incydentom, przyjmując uchwałę w tym zakresie. Zalecenia w zakresie poprawy bezpieczeństwa oraz zapobiegania poważnym wypadkom, wypadkom lub incydentom nie mogą obejmować ustalania winy lub odpowiedzialności.
Komisja przedkłada raport z postępowania zainteresowanym podmiotom oraz partnerom społecznym na ich wniosek. Komisja ogłasza raport z postępowania niezwłocznie po jego sporządzeniu, nie później jednak niż 12 miesięcy od dnia zdarzenia. Raporty komisji są ogłaszane w formie obwieszczenia w dzienniku urzędowym ministra właściwego do spraw transportu (tj. są publicznie dostępne).
Komisja sporządza do dnia 30 marca roczny raport z prac Komisji w roku poprzednim, zawierający wydane zalecenia w zakresie bezpieczeństwa i działania podjęte zgodnie z tymi zaleceniami. Roczny raport ogłaszany jest w dzienniku urzędowym ministra właściwego do spraw transportu nie później niż do dnia 30 września.

## Ograniczenia właściwości rzeczowej Komisji
Właściwości komisji nie obejmują zarządców infrastruktury, których linie kolejowe są funkcjonalnie oddzielone od reszty systemu kolejowego i przeznaczone do prowadzenia pasażerskich przewozów aglomeracyjnych i wojewódzkich przewozów pasażerskich w rozumieniu przepisów ustawy z dnia 16 grudnia 2010 r. o publicznym transporcie zbiorowym oraz zarządcy prywatnej infrastruktury kolejowej, która jest wyłącznie użytkowana przez właścicieli do prowadzenia własnych przewozów towarowych oraz przewoźników wykonujących przewozy na tych liniach (tzn. kolei przemysłowych).